# Awesome Kong
Awesome Kong, pseudonimo di Kia Michelle Stevens (Carson, 4 settembre 1977), è un'ex wrestler statunitense.
È principalmente ricordata per i suoi trascorsi tra il 2007 e il 2010 nella Total Nonstop Action, federazione in cui ha vinto due volte il Knockout's Championship ed una volta il Knockout's Tag Team Championship (con Hamada); ha inoltre militato nella WWE e nella All Elite Wrestling.
Tra il 2017 e il 2019 ha interpretato il ruolo della possente lottatrice Tamme Dawson nella serie televisiva GLOW.

## Carriera

### Gli esordi (2001–2007)
Stevens iniziò gli allenamenti da wrestler in Giappone, nella All Japan Women's Pro-Wrestling (AJW). Il suo debutto nell'AJW risale al 20 ottobre 2001 con il ring name Amazing Kong. Kong lottò quindi in diverse federazioni giapponesi, conquistando inoltre il WWWA World Heavyweight Championship nel 2004. Diede vita al tag team chiamato Double Kong, assieme alla lottatrice giapponese Aja Kong; il duo conquistò diversi titoli in più federazioni giapponesi.
Nel gennaio 2007 a Tokyo Amazing Kong sconfisse Nanae Takahashi conquistando l'AWA Superstars of Wrestling World Women's Championship. Il 5 maggio dello stesso anno a Streamwood, Illinois, batté MsChif l'NWA World Women's Championship, diventando la seconda wrestler nella storia a detenere contemporaneamente entrambi i titoli.
Nel giugno 2007 lottò per la prima volta nel Regno Unito, partecipando ad eventi della Celtic Wrestling, della Real Quality Wrestling e della International Pro Wrestling: United Kingdom.
Iniziò inoltre a lottare con regolarità negli Stati Uniti, divenendo rapidamente una delle protagoniste della Shimmer Women Athletes; prese parte a nove dei quindici show registrati e venduti in DVD, combattendo con wrestler come Nikki Roxx, MsChif, Cheerleader Melissa e Daizee Haze. Ottiene il suo primo match per lo SHIMMER Championship il 13 ottobre 2007, venendo sconfitta da Sara Del Rey.

### Total Nonstop Action (2007–2010)
Nel 2007 venne ingaggiata dalla Total Nonstop Action Wrestling (TNA) per far parte della categoria femminile; debuttò nella puntata di iMPACT! dell'11 ottobre, sconfiggendo Gail Kim. Prese quindi parte al pay-per-view Bound for Glory 2007, lottando nel 10 Knockout gauntlet match con in palio il TNA Women's World Championship di recente costituzione; nell'occasione venne presentata come Awesome Kong e venne eliminata da Angelina Love, O.D.B. e Gail Kim; l'incontro fu vinto da quest'ultima, incoronata prima TNA Women's Champion.
Nelle settimane successive combatté contro diverse wrestler, ottenendo sempre vittorie schiaccianti (squash) e consolidando il suo status di prima contendente per il titolo femminile. I primi assalti alla cintura furono però poco felici: venne sconfitta da Gail Kim per squalifica a Turning Point 2007 e per schienamento a Final Resolution 2008. Subite le prime due sconfitte dal suo arrivo in TNA, Kong riuscì a vincere il titolo al terzo tentativo: durante la puntata di iMPACT! del 10 gennaio Awesome Kong sconfisse Kim; nell'occasione, Kong venne accompagnata da una donna sconosciuta con indosso un burqa, la quale dichiarò in seguito di chiamarsi Raisha Saeed; Saeed divenne la sua manager da quel momento in poi.
Il 24 gennaio 2008 Kong attaccò Gail Kim durante la cerimonia di premiazione per il riconoscimento di "Knockout dell'Anno 2007"; la wrestler coreana fu salvata da O.D.B., la quale sfidò Kong per il titolo. Ad Against All Odds 2008 Kong sconfisse O.D.B. conservando il titolo. O.D.B. non si arrese e chiese un nuovo incontro per il TNA Women's Champion a Destination X 2008, Kong riuscì a difendere con successo la cintura in un triple threat match contro O.D.B. e Gail Kim. Poche settimane dopo venne annunciato che a Lockdown 2008 Awesome Kong avrebbe fatto coppia con Raisha Saeed contro O.D.B. e Gail Kim.
Nel corso della puntata di iMPACT! del 10 luglio 2008, Kong perse il TNA World Women's Championship in favore di Taylor Wilde. Awesome Kong sconfisse Taylor Wilde nella puntata di iMPACT! del 23 ottobre in diretta da Las Vegas e ritornò per la seconda volta campionessa femminile della TNA.
Il 6 novembre 2008, Kong in coppia con Raisha Saeed battono Taylor Wilde e Rhaka Khan, dopo che quest'ultima esegue un turn heel nei confronti di Taylor, abbattendola con una ChokeSlam. Alla fine, Kong e Raisha si aggiudicano la vittoria con una Implant Buster di Kong su Taylor. Nella puntata speciale di iMPACT! del 4 gennaio 2010 vince per la prima volta il titolo femminile di coppia con Hamada, battendo Taylor Wilde & Sarita. Viene poi licenziata per gli screzi fra lei e Bubba "The Love" Sponge, culminati con un'aggressione della Stevens su Sponge e con questo ha reso i titoli di coppia vacanti.

### World Wrestling Entertainment (2011–2012)
Ad inizio 2011 Kia Stevens firma un contratto con la World Wrestling Entertainment, assumendo il ring name Kharma; debutta ufficialmente il 1º maggio 2011, ad Extreme Rules, attaccando Michelle McCool con la Implant Buster, mossa finale già utilizzata in TNA. La sera dopo, a Raw, interferisce nell'incontro tra Maryse e Kelly Kelly, minacciando quest'ultima ma lasciandola incolume. Nelle settimane successive continua a terrorizzare la divisione femminile della WWE, attaccando Alicia Fox, Eve Torres, Layla e le Bella Twins (Brie Bella e Nikki Bella) ma risparmiando sempre Kelly Kelly. Nella puntata di Raw del 23 maggio sale sul ring durante un 8-women tag team match e, dopo essere stata circondata da tutte le partecipanti, si inginocchia e scoppia in lacrime senza apparente motivo; il segmento, in realtà, si è reso necessario per poter rimuovere Kharma dagli show in vista della sua gravidanza, che l'avrebbe costretta ad uno stop di circa sei mesi (legit).
Kharma fa il suo ritorno il 29 gennaio 2012, a Royal Rumble, entrando nel Royal Rumble match con il numero 21 e diventando così la terza donna a partecipare alla rissa reale; dopo circa due minuti di permanenza sul ring, viene però eliminata da Dolph Ziggler dopo aver a sua volta eliminato Michael Cole dalla contesa.
Nel luglio del 2012 Kharma chiede ed ottiene il rilascio dalla WWE poiché i suoi tempi di recupero dalla gravidanza si sono rivelati più lunghi del previsto.

### Ritorno al circuito indipendente (2012–2015)
A novembre del 2012 è stato riportato la Stevens ritorna sul ring, con il vecchio ring name di Amazing Kong, lottando per la Florida Underground Wrestling. Il 16 novembre nel main event della SHINE 5 batte insieme a Jazz, il duo composto da Mercedes Martinez e Rain. In seguito le due lottatrici hanno formato un team chiamato Rhythm & Bruise.
Il 18 gennaio 2013 Kong sconfigge in un fatal four way elimination match D'Arcy Dixon, Nikki St. John e Thunderkitty vincendo il vacante RPW Women's Championship.

### Ritorno in TNA (2015–2016)
Nell'episodio di IMPACT! del 7 gennaio, ritorna in TNA, andando faccia a faccia con Havok. Nell'episodio di IMPACT! del 23 gennaio, si confronta ancora con Havok. Nell'episodio di IMPACT! del 6 febbraio, edizione speciale di Lockdown, sconfigge Havok. Nell'episodio di IMPACT! del 13 febbraio, batte Madison Rayne. Nell'episodio di IMPACT! del 6 marzo, perde contro Taryn Terrell per squalifica in un match titolato. Nell'episodio di IMPACT! del 20 marzo, perde un triple way match contro Gail Kim e la campionessa Taryn Terrell, che rimale tale. Nell'episodio di IMPACT! del 27 marzo, sconfigge Brooke. Nell'episodio di IMPACT! del 10 aprile, batte Gail Kim diventando la nuova N°1 Contender al titolo delle Knockout. Nell'episodio di IMPACT! del 24 aprile, perde contro Taryn Terrell, non riuscendo a conquistare la cintura, a causa delle Dollhouse, Jade e Marti Bell, che hanno aiutato la Terrell. Nell'episodio di IMPACT! del 1º maggio, si allea insieme a Gail Kim contro le Dollhouse (Taryn Terrell, Jade e Marti Bell). Nell'episodio di IMPACT! dell'8 maggio, Kong e Gail Kim perdono un 2-on-3 Handicap Match contro le Dollhouse (Taryn Terrell, Jade e Marti Bell). Nell'episodio di IMPACT! del 10 giugno, ha una chance per il titolo contro Taryn Terrell, ma il match finisce in No Contest. Nell'episodio di IMPACT! del 17 giugno, insieme a Brooke battono Jade e Marti Bell. Nell'episodio di IMPACT! del 1º luglio, perde un Triple Treath Match contro Brooke e Taryn Terrell, vinto da Taryn.
Il 5 febbraio 2016, la TNA annuncia che la Stevens è stata rilasciata dalla compagnia a seguito di un alterco fisico reale nel backstage con Rebecca Hardy.

### All Elite Wrestling (2019–2021)
Il 25 maggio 2019, Awesome Kong debutta nella All Elite Wrestling a sorpresa durante un Triple threat match a Double or Nothing rendendolo un Fatal 4-way match venendo accompagnata da Brandi Rhodes, che includeva anche Britt Baker, Kylie Rae e Nyla Rose, dove si impone la Baker, stabilendosi quindi come heel. Il 13 luglio, a Fight for the Fallen, la Kong accompagna Brandi Rhodes nel suo match vinto contro Allie, e a fine match ha un confronto con Aja Kong. Il 31 agosto, ad All Out, la Kong prende parte ad una 21-Women Casino Battle Royale, vinta da Nyla Rose. Il 9 novembre, a Full Gear, la Kong e Brandi appaiono alla fine del match fra Britt Baker e Bea Priestley, dove assaltano la Priestly e le tagliano una ciocca dei suoi capelli. Durante le puntate di AEW Dynamite, compaiono alcune vignette di Awesome Kong e Brandi Rhodes, dove ufficializzano la loro alleanza, chiamandosi le Nightmare Collective. Nella puntata di AWE Dynamite del 13 novembre, la Kong e Brandi Rhodes interrompono un'intervista di Allie, stendendola e tagliando anche a lei una ciocca dei suoi capelli. Nella puntata di AEW Dark del 26 novembre, avviene il debutto sul ring per la Kong, dove batte in circa un minuto Leva Bates. Nella puntata di AEW Dynamite del 4 dicembre, la Kong e Brandi Rhodes si presentano sul ring dopo il match fra Kris Statlander e Hikaru Shida vinto dalla prima, offrendo alla Statlander la possibilità di entrare nella loro stable, ma dal pubblico spunta Mel, che si offre volontaria di poter entrare nella loro famiglia, richiesta che viene poi accettata dal leader Brandi. Nella puntata di AWE Dynamite del 18 dicembre, la Kong ha sconfitto in pochi secondi Miranda Alize, tagliando anche a lei una ciocca di capelli; successivamente, le Nightmare Collective si presentano sulla rampa proponendo nuovamente a Kris Statlander di entrare a far parte della loro stable, ma la Statlander rifiuta ancora una volta, per poi venire accerchiata e colpita con un tacco in testa da Brandi. Nella puntata di AWE Dark del 7 gennaio 2020, la Kong ha sconfitto Skyler Moore. Nella puntata di AEW Dynamite: Anniversary Edition dell'8 gennaio la Kong, Brandi Rhodes e Mel, in seguito poi raggiunte dal debuttante e quarto membro della stable Luther, interferiscono durante il match fra Kris Statlander e la campionessa Riho valevole per l'AEW Women's World Championship; i quattro si concentrano principalmente sulla Statlander, così permettendo indirettamente a Riho di difendere la cintura, e dopo la fine della contesa fanno la loro comparsa Hikaru Shida, Big Swole e Sonny Kiss, intervenuti per difendere Kris e allontanate la Nightmare Collective. Nella puntata di AEW Dark del 4 febbraio, Awesome Kong e Luthor accompagnano Mel nel suo match perso contro Hikaru Shida, quando la Kong colpisce per sbaglio Mel con un kendo stick in testa, subendo poi un brutale attacco proprio da parte di Mel e Luthor, subendo un infortunio che la terrà fuori dalle scene per diversi mesi (kayfabe); in realtà, la Stevens sarà impegnata per le riprese della quarta e ultima stagione di GLOW.

## Personaggio

### Mosse finali
- Diving splash
- Lifting double underhook facebuster
- Sit out powerbomb

## Titoli e riconoscimenti
All Japan Women's Pro-Wrestling
- WWWA World Heavyweight Championship (1)
- WWWA World Tag Team Championship (1) - con Aja Kong

AWA Superstars of Wrestling
- AWA Superstars of Wrestling World Women's Championship (1)

GAEA Japan
- AAAW Tag Team Championship (1) - con Aja Kong

HUSTLE
- Hustle Super Tag Team Championship (1) - con Aja Kong

Ladies Legend Pro Wrestling
- LLPW Tag Team Championship (1) - con Aja Kong

NWA Midwest
- NWA World Women's Championship (1)

Resistance Pro Wrestling
- RPW Women's Championship (1)

NEO Ladies Pro Wrestling
- NEO Tag Team Championship (2) - con Matsuo Haruka e con Kyoko Kimura

Total Nonstop Action
- TNA Knockout's Championship (2)
- TNA Knockouts Tag Team Championship (1) - con Hamada

## Filmografia
- GLOW – serie TV (2017-2019)